# Trachusa autumnalis
Trachusa autumnalis is een vliesvleugelig insect uit de familie Megachilidae. De wetenschappelijke naam van de soort is voor het eerst geldig gepubliceerd in 1966 door Snelling.